# Empilement compact
« Arrangement compact » redirige ici. Pour Arrangement, voir Arrangement (homonymie).
Pour les articles homonymes, voir Empilement.

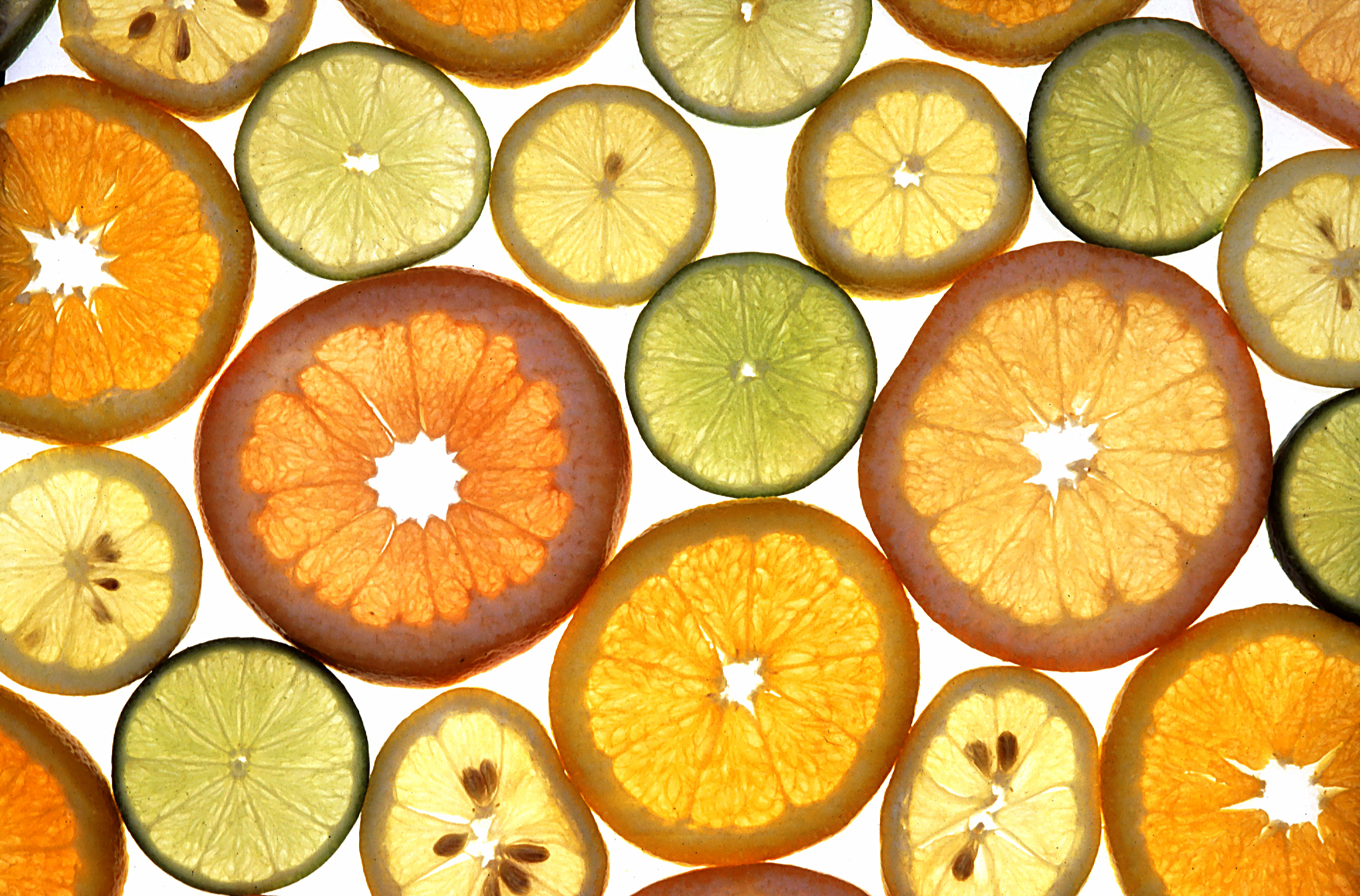
Le moyen le plus efficace pour ranger des cercles de différentes tailles n'est pas évident, comme l'illustrent ces rondelles d'agrumes.

Un empilement compact d'une collection d'objets est un agencement de ces objets de telle sorte qu'ils occupent le moins d'espace possible (donc qu'ils laissent le moins de vide possible).
Le problème peut se poser dans un espace (euclidien ou non) de dimension n quelconque, les objets étant eux-mêmes de dimension n. Les applications pratiques sont concernées par les cas n = 2 (plan et autres surfaces) et n = 3 (espace ordinaire).
Les objets, généralement considérés comme indéformables, sont caractérisés par leurs formes et par la distribution de leurs tailles (multiplier toutes les tailles par un même facteur ne change rien au problème). Le problème le plus classique est celui de l'empilement compact d'une infinité de n-sphères identiques (n = 2 : empilement de cercles identiques dans le plan ; n = 3 : empilement de sphères identiques dans l'espace). De très nombreux problèmes plus généraux font varier la forme des objets, la distribution de leurs tailles, leur déformabilité ou leurs interactions mutuelles.
L'efficacité d'un empilement est caractérisée par sa compacité c, définie comme le rapport de l'espace occupé par les objets à l'espace dans lequel on les a empilés ({\displaystyle 0<c\leqslant 1}). On l'appelle aussi densité (qu'on note alors d), qui se confond effectivement avec la densité ordinaire pour n = 3 et la densité surfacique pour n = 2 si l'on suppose que le matériau des objets est de densité uniforme égale à un.

## Empilements compacts  dans le plan

### Empilements de cercles identiques

Diagramme montrant un empilement compact de cercles dans un espace carré. L'agencement de base en dimension 2 est de forme hexagonale.

Sur un plan, on peut disposer au maximum six cercles de rayon r autour d'un cercle de même rayon. Les centres de trois cercles en contact définissent un triangle équilatéral puisqu'ils sont distants de 2r les uns des autres. Chaque angle valant 60° (π/3 rad), on peut mettre ainsi six triangles avec un sommet en commun pour former un hexagone régulier, puis continuer ainsi de proche en proche.
La compacité (ou densité surfacique) de cet arrangement est :
{\displaystyle d={\frac {\pi }{2{\sqrt {3}}}}\simeq 0{,}9069.}
On comprend intuitivement que c'est l'organisation la plus compacte possible en rangeant des billes de même volume dans une enceinte de taille appropriée, mais ce n'est pas une démonstration. En 1773, Joseph-Louis Lagrange prouva qu'aucun arrangement régulier n'est plus dense que l'empilement hexagonal. En 2010, Chang et Wang en publient une preuve ne supposant pas la régularité de l'empilement tenant sur quatre pages,.

### Autres empilements de cercles
Le résultat précédents ne vaut que pour des cercles identiques ; pour des cercles de tailles différentes la compacité maximale est supérieure (voir la première image), et peut même atteindre 100 % pour une infinité de cercles ayant une distribution appropriée des tailles (les vides étant progressivement remplis par des cercles plus petits).

### Empilements de demi-cercles
Il existe des empilements de demi-cercles identiques, ou plutôt, de demi-disques, de densité strictement supérieure à la densité maximale {\displaystyle {\frac {\pi }{2{\sqrt {3}}}}} des empilements de disques identiques.

## Empilement compact de sphères identiques

Arrangement en quinconce d'un plan compact.

Deux manières d'empiler trois plans compacts.

Empilement compact de 35 sphères.

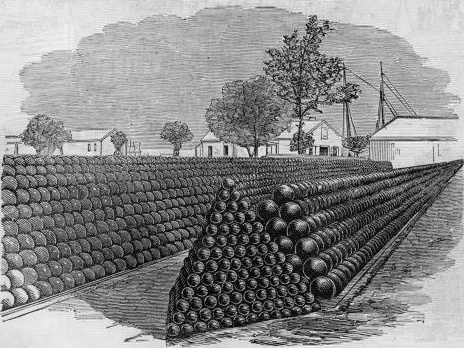
Empilement compact de boulets de canons empilés sous les murs du fort Monroe à Hampton (Virginie).

Considérons trois sphères de même diamètre en contact sur un plan (plan A). On peut placer une quatrième sphère, toujours du même diamètre, posée sur le creux entre les trois premières, les centres des sphères formant un tétraèdre régulier.
En positionnant ainsi des sphères dans les creux du plan compact A, on obtient un deuxième plan compact (plan B). Lorsque l'on ajoute un troisième plan, on peut mettre les sphères soit en correspondance avec celles du premier plan (plan A), soit dans une troisième possibilité de placement définissant un nouveau plan compact (plan C). Et ainsi de suite : superposition (régulière ou non) de plans A, B ou C (deux lettres consécutives devant toujours être différentes).
En 1611, Johannes Kepler conjecture que c'est l'arrangement spatial le plus compact. En 1831, Carl Friedrich Gauss démontre la  conjecture de Kepler sous réserve que l'arrangement soit régulier (sur un réseau). Le cas général est démontré par Thomas Hales en 1998 (suivi de quatre années de vérifications par des mathématiciens) et formellement prouvé en 2014, toujours par Thomas Hales .
Il existe ainsi trois types de plans compacts A, B et C qui peuvent en se combinant engendrer une infinité de types d'empilements compacts, qui constituent un exemple de polytypisme :
- A-B-A-B… empilement dit « hexagonal compact » ;
- A-B-C-A-B-C… empilement dit « cubique compact » ou « cubique à faces centrées » du nom du réseau de Bravais qui lui correspond ;
- A-B-A-C-A-B-A-C… empilement dit « double hexagonal » ;
- A-B-C-B-A-B-C-B… ;

Quel que soit l'arrangement, chaque sphère est entourée de 12 autres sphères et la densité volumique vaut dans tous les cas :
{\displaystyle d={\frac {\pi }{3{\sqrt {2}}}}\simeq 0{,}740\,48}, voir la suite A093825 de l'OEIS.
Démonstration — 
Le calcul peut se faire de manière simple sur un empilement cubique à faces centrées et sur un empilement hexagonal compact (voir le lien externe pour le calcul de la compacité). Pour les autres empilements compacts, il suffit de découper la structure en groupes de trois plans pour se retrouver dans l'un des cas précités.

## Empilement compact de sphères identiques en dimensionn

Agencement en dimension 3 : empilement compact de sphères dans un espace en prisme hexagonal.

Agencement en dimension 3 : empilement compact de sphères dans un espace cubique.

Dans les espaces euclidiens de dimension supérieure à 3, le problème d'empilement compact se généralise aux hypersphères. Les densités des arrangements réguliers les plus compacts sont connues jusqu'en dimension 8 et pour la dimension 24 (voir l'article « Constante d'Hermite »).
En 2016, Maryna Viazovska annonce que le réseau E8 (en) fournit l'empilement optimal (pas forcément régulier) en dimension 8,, et peu après, en collaboration avec d'autres mathématiciens, elle produit une preuve similaire montrant que le réseau de Leech est optimal pour la dimension 24,. Elle reçoit la médaille Fields pour ces découvertes en 2022,.
Voici une table des valeurs des densités maximales {\displaystyle \Delta _{n}} connues ou supposées, en commençant par {\displaystyle \Delta _{n}/V_{n}} où {\displaystyle V_{n}={\frac {\pi ^{n/2}}{(n/2)!}}} est le volume de la sphère de dimension {\displaystyle n},.
| Dimension | Valeur de {\displaystyle \Delta _{n}/V_{n}} | Valeur de {\displaystyle \Delta _{n}}             | Valeur approchée | Date de découverte | Date de démonstration (empilement supposé régulier) | Date de démonstration (empilement non supposé régulier) | OEIS    |
| --------- | ------------------------------------------- | ------------------------------------------------- | ---------------- | ------------------ | --------------------------------------------------- | ------------------------------------------------------- | ------- |
| 2         | {\displaystyle {\frac {1}{2{\sqrt {3}}}}}   | {\displaystyle {\frac {\pi }{2{\sqrt {3}}}}}      | 0,9069           |                    | 1773 (Lagrange)                                     | 1943 (Toth)                                             | A093766 |
| 3         | {\displaystyle {\frac {1}{4{\sqrt {2}}}}}   | {\displaystyle {\frac {\pi }{3{\sqrt {2}}}}}      | 0,7404           | 1611 (Kepler)      | 1831 (Gauss)                                        | 1998 (Hales)                                            | A093825 |
| 4         | {\displaystyle {\frac {1}{8}}}              | {\displaystyle {\frac {\pi ^{2}}{16}}}            | 0,6168           | 1872               |                                                     |                                                         | A222068 |
| 5         | {\displaystyle {\frac {1}{8{\sqrt {2}}}}}   | {\displaystyle {\frac {\pi ^{2}}{15{\sqrt {2}}}}} | 0,4652           | 1877               |                                                     |                                                         | A222069 |
| 6         | {\displaystyle {\frac {1}{8{\sqrt {3}}}}}   | {\displaystyle {\frac {\pi ^{3}}{48{\sqrt {3}}}}} | 0,3792           | 1925               |                                                     |                                                         | A222070 |
| 7         | {\displaystyle {\frac {1}{16}}}             | {\displaystyle {\frac {\pi ^{3}}{105}}}           | 0,2952           | 1926               |                                                     |                                                         | A222071 |
| 8         | {\displaystyle {\frac {1}{16}}}             | {\displaystyle {\frac {\pi ^{4}}{2^{4}.4!}}}      | 0,2563           | 1934               |                                                     | 2016 (Viazovska)                                        | A222072 |
| 12        | {\displaystyle {\frac {1}{27}}}             | {\displaystyle {\frac {\pi ^{6}}{3^{3}.6!}}}      | 0,0495           |                    |                                                     |                                                         |         |
| 16        | {\displaystyle {\frac {1}{16}}}             | {\displaystyle {\frac {\pi ^{8}}{2^{4}.8!}}}      | 0,0147           |                    |                                                     |                                                         |         |
| 24        | {\displaystyle 1}                           | {\displaystyle {\frac {\pi ^{12}}{12!}}}          | 0,0019           |                    |                                                     | 2016 (Viazovska)                                        | A260646 |

Asymptotiquement, la densité {\displaystyle \Delta _{n}} de l'arrangement le plus compact (régulier ou non) décroît exponentiellement en fonction de la dimension {\displaystyle n}. Il n'y a pas de raison de penser que les arrangements les plus denses soient réguliers en général. Néanmoins le meilleur encadrement connu sur {\displaystyle \Delta _{n}} est le même dans les deux cas :
{\displaystyle {\frac {1}{2^{n+o(n)}}}\leqslant \Delta _{n}\leqslant {\frac {1}{2^{0{,}5990\,n+o(n)}}}}

## Empilement aléatoire compact de cercles ou de sphères identiques
Un empilement aléatoire compact est un empilement obtenu par compaction d'un ensemble d'objets (ou de figures géométriques) dont les positions initiales sont aléatoires. Un empilement aléatoire de sphères identiques s'obtient par exemple en mettant des billes dans un sac, et on en augmente la compacité en secouant le sac. On peut aussi réaliser des simulations sur ordinateur. 
La compacité maximale ainsi obtenue est inférieure à celle de l'empilement compact des mêmes objets ou figures : pour des sphères identiques elle vaut environ 0,640 (contre 0,740 pour l'empilement compact), et pour des cercles identiques 0,853 (contre 0,907).

## Empilements de polytopes identiques
L'empilement compact de polytopes identiques, notamment de polygones identiques (dans le plan) ou de polyèdres identiques (dans l'espace), peut avoir une compacité inférieure ou supérieure à celle de n-sphères. Cette compacité peut même être égale à un, auquel cas on dit que les polytopes pavent leur espace

## Applications en cristallographie
En cristallographie, les atomes ou les ions peuvent s’organiser en couches compactes. C'est notamment le cas pour les structures métalliques, les cristaux n'étant formés que d'un seul type de particules. Si on les modélise par des sphères, l’empilement est compact lorsque les sphères sont en contact.
Les deux principaux types d'empilement compact sont :
- hexagonal compact hc (ou hcp pour Hexagonal close-packed) : les couches d’atomes s’empilant suivant l’ordre ABAB, le polyèdre de coordination des atomes est un anticuboctaèdre ;
- cubique à faces centrées cfc (ou ccp pour cubic close-packed) : les couches d’atomes s’empilant suivant l’ordre ABC, le polyèdre de coordination des atomes est un cuboctaèdre.

Exemples :
- cfc : l'austénite, l'aluminium.

La densité volumique porte le nom de compacité. Le taux de remplissage est d'environ 74 % (26 % de vide).

### Structure vs réseau
Dans la structure cubique compacte, les atomes sont situés en correspondance des nœuds du réseau cubique à faces centrées et pour cette raison la structure cubique compacte est souvent dite aussi structure cubique à faces centrées.
En revanche, dans la structure hexagonale compacte les atomes ne sont pas sur les nœuds du réseau mais en position ⅓,⅔,¼ et ⅔,⅓,¾, qui sont équivalents dans le groupe d'espace (P63/mmc, n° 194). Le réseau de la structure hexagonale compacte est un réseau hexagonal primitif.